# Oli de Terra Alta

Logotip DOP Oli de Terra Alta

L'oli de Terra Alta és un oli d'oliva verge extra, reconegut amb una denominació d'origen protegida que es produeix a la comarca de Terra Alta i en alguns municipis de la comarca de la Ribera d'Ebre. Per elaborar-lo s'utilitza principal la varietat d'oliva empeltre majoritàriament, amb una petita participació d'altres varietats com ara l'arbequina, la morruda i la farga.
Aquestes varietats d'olives donen lloc a uns olis d'oliva verge extra, límpids, transparents, sense vels ni tèrbol, d'un color groguenc, d'intensitat entre lleugera i mitjana, dolcencs, lleugerament amargs i picants, i amb certa astringència, amb connotacions aromàtiques que recorda l'ametlla i la nou verda. Al principi de la recol·lecció presenta un gust afruitat i en avançar un gust més dolç. Presenta una acidesa màxima de 0,5º i un índex de peròxids màxim de 18.
La zona de producció de l'oli d'oliva amb denominació d'origen Oli de Terra Alta està constituïda pels terrenys ubicats a la comarca de Terra Alta i en alguns municipis de la comarca de la Ribera de l'Ebre. Els municipis de Terra Alta són: Arnes, Batea, Bot, Caseres, Corbera d'Ebre, Gandesa, Horta de Sant Joan, La Fatarella, el Pinell de Brai, la Pobla de Massaluca, Prat de Comte i Vilalba dels Arcs. Els municipis de Ribera d'Ebre són: Ascó, Flix (tot el municipi excepte la conca alta del riu La Cana) i Riba-roja d'Ebre.
L'Oli de Terra Alta està inscrit com a denominació d'origen protegida al Registre Comunitari REGLAMENT (CE) núm. 205/2005 de la Comissió, de 4 de febrer de 2005. Està controlat pel Consell Regulador de la Denominació d'Origen Terra Alta.
La producció d'oli a la Terra Alta data de temps antics essent un dels conreus típics de la zona al llarg dels segles. Però fins a l'època moderna no va esdevenir el principal conreu. Es calcula que el 1787 a Batea es produïa uns 350.000 litres d'oli. I segons Pascual Madoz el 1847 el conreu d'oli ocupava molts més espais que actualment. El 1900 s'estimava que l'olivera ocupava el 28% del total dels conreus.